# Suecia antiqua et hodierna

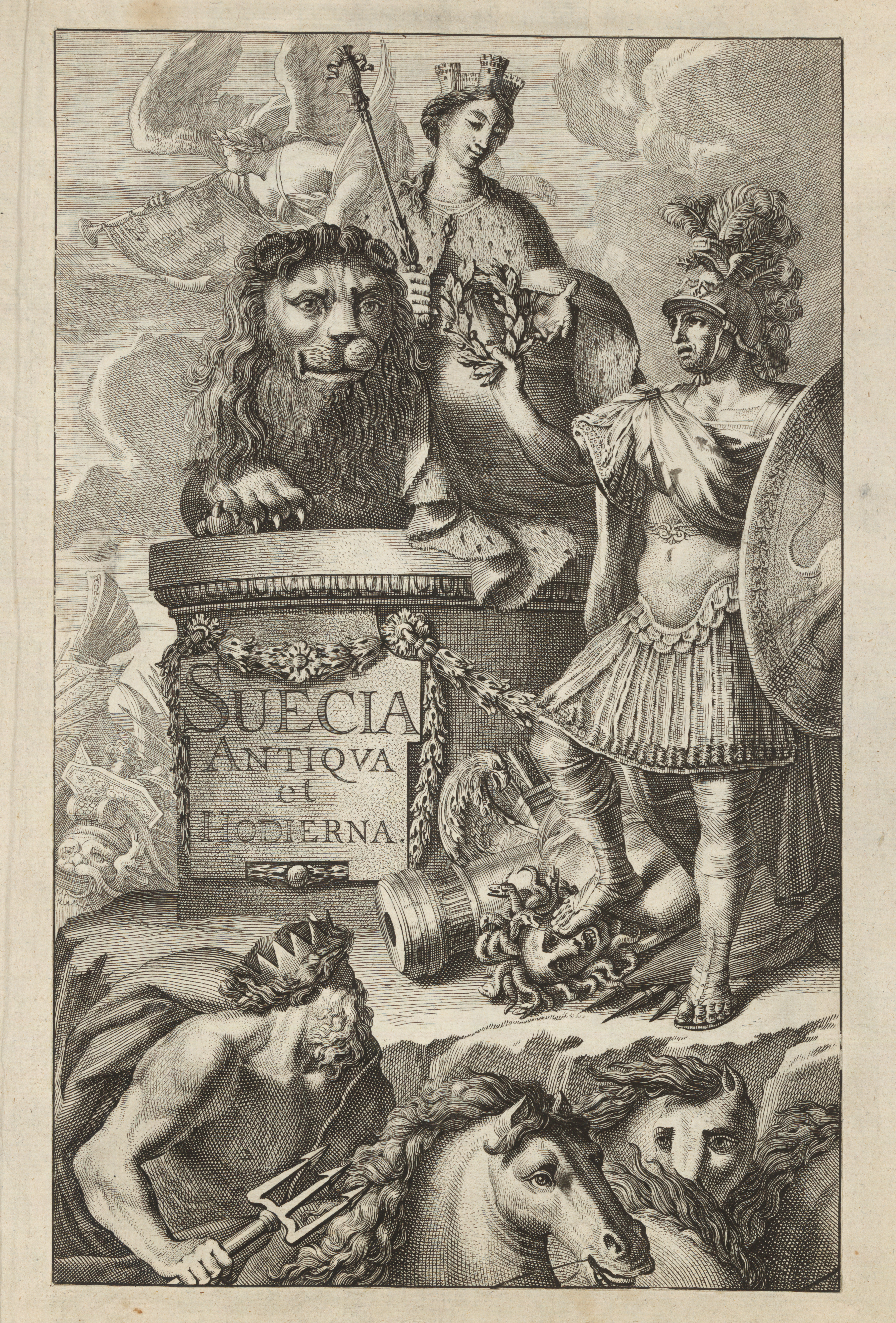
Titelbladet i volym 1 av Suecia antiqva et hodierna

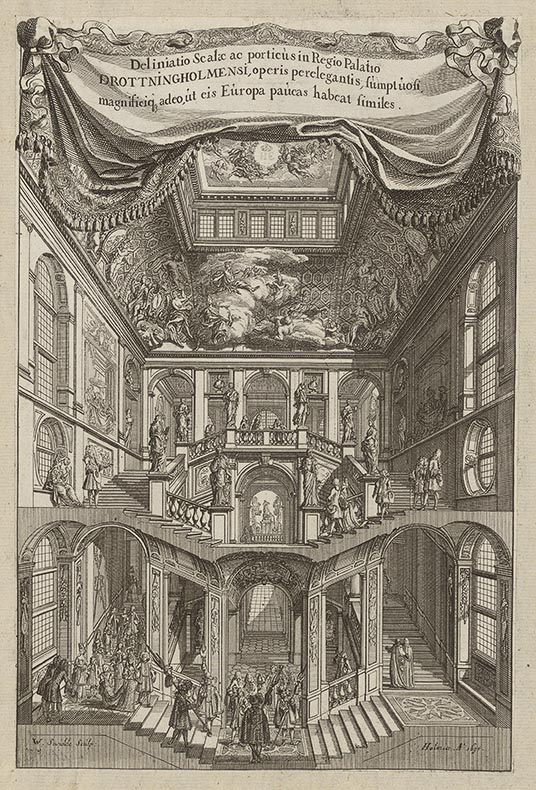
Trapphuset, Drottningholms slott, gravyr av Willem Swidde, 1694

Suecia antiqua et hodierna (latin: "Det forna och nuvarande Sverige"), även vardagligt kallad Suecian, är ett topografiskt planschverk med koppargravyrer över stormaktstidens Sverige på 1600-talet. Upphovsmannen var militären och arkitekten Erik Dahlbergh (1625–1703). Verket var från början tänkt att uppvisa den svenska stormaktens alla märkvärdigheter, men det färdigställdes aldrig och kom inte ut på marknaden förrän 1729 eller tidigt 1730. Verket innehåller 353 planscher varav 90 avbildar städer i dåvarande Sverige; 230 visar slott, herresäten och parker medan resten är historiska platser, kyrkor, kartor, landskapsvapen och porträtt med mera.

## Historik
Suecian beskrivs ofta som en officiell beställning från kronan, men allt talar för att initiativet helt och hållet var Erik Dahlberghs eget. Under lång tid drev han projektet utan finansiellt stöd.
Den 28 mars 1661 beviljades Erik Dahlbergh privilegium från förmyndarregeringen, vilket gav honom ensamrätt att utge ett arbete som i bild och text skulle återge alla städer och de viktigaste byggnadsverken och historiska platserna i dåtidens Sverige. Troligen hade idén väckts då han tecknade av Karl X Gustavs likfärd genom Stockholm den 4 november 1660. Detta moraliska stöd innebar ingen ekonomisk uppbackning men regeringen uppmuntrade lokala myndigheter att bistå Dahlbergh i arbetet.
De följande åren reste Dahlbergh runt i Uppland, Södermanland och Östergötland och tecknade av städer och herresäten. På hösten 1667 for han till Paris för att låta gravera planscherna till ett stort historieverk om konung Karl X Gustavs krig med text av den tyske statsvetaren Samuel von Pufendorf. Detta arbete var en officiell beställning bekostad av förmyndarregeringen i Stockholm och Dahlbergh skulle anlita några av de främsta franska gravörerna för uppgiften. Med sig i bagaget hade Dahlbergh även ett stort antal teckningar till Suecian. Hans plan var att låta samma gravörer som utförde bilderna till historieverket om Karl X Gustav även utföra några av gravyrerna till Suecian. Dessa skulle han sedan kunna använda som reklam för att söka ekonomiskt stöd för fortsatt utgivning.
Mellan åren 1667 och 1674 framställdes ett sjuttiotal gravyrer till Suecian i Paris. För arbetet anlitades några av de mest namnkunniga franska gravörerna: Jean Marot, Jean Lepautre samt bröderna Nicolas och Adam Perelle. Arbetet var fortfarande ofinansierat. Dahlbergh hade utlovats 2 500 riksdaler från förmyndarregeringen. Dessa utbetalades av handelsmannen i Stockholm Claude Roquette Hägerstierna mot att denne fick reduktion på exporttullen för de varor han sålde till utlandet. De krediterade medlen skulle betala arbetet med Karl X Gustavs krigshistoria, men Dahlbergh verkar ha använt dem även till sitt eget topografiska projekt.
1674 var alla de motiv som Dahlbergh tecknat till Suecian färdiggraverade. För att arbetet skulle kunna fortsätta behövde han företa nya teckningsresor, men vid den tiden hade han fått nya militära uppgifter och året därpå, 1675, bröt skånska kriget ut. Av det skälet kom arbetet att ligga nere under en tioårsperiod.
Från början av 1680-talet fick Dahlbergh åter tid för teckningsresor. Han avbildade nya platser i Svealand och Götaland men återbesökte också flera herresäten för att dokumentera de ombyggnader som ägt rum. Tecknandet skedde bland annat under hans ämbetsresor som landshövding i Jönköping. Till sin hjälp hade han nu andra tecknare, bland annat antikvarier och fortifikationsofficerare. En av de flitigast anlitade var fortifikationskaptenen Johan Lithén. Under den intensivaste fasen 1687–1695 framställdes över 150 gravyrförlagor av Dahlbergh och hans medhjälpare.
Från 1684 fick Dahlbergh för första gången ett öronmärkt anslag från kronan och Karl XI för att bekosta arbetet med Suecian. Pengarna togs från fortifikationsstaten, som Dahlbergh var chef över som generalkvartermästare. Med dessa medel kunde Dahlbergh 1686 anställa gravören Herman Padtbrugge, son till den invandrade nederländske gravören Dionysius Padtbrugge. Herman Padtbrugge dog dock redan samma år och hann bara färdigställa nio motiv. I stället värvade Dahlbergh Willem Swidde från Amsterdam, som flyttade till Sverige och graverade 88 motiv till Suecian från 1690 till sin död 1697. Periodvis hade han hjälp av svensken Erik Reitz, som graverade sammanlagt 27 plåtar.
Efter Swiddes död värvade Dahlbergh en annan nederländare, Johannes van den Aveelen, som också bosatte sig i närheten av Maria kyrka på Södermalm i Stockholm. Från 1698 till 1715 färdigställde han 143 motiv och är därmed den flitigaste gravören i Suecian.
Erik Dahlbergh hade avlidit redan 1703 och några månader före sin död hade Karl XII fråntagit honom ansvaret för hans eget verk Suecian. Detta förmörkade Dahlberghs sista tid i livet, men det hade följden att arbetet kunde drivas vidare som ett statligt projekt. När arbetet upphörde 1715 var alla tillgängliga motiv färdiggraverade. Näst på tur att avbildas stod Finland, som vid denna tid var ockuperat av Ryssland. Samtidigt drog Karl XII in statsbidraget, vilket gjorde att projektet avstannade.
Från Dahlberghs många anteckningar är det känt att han planerat fyra volymer enligt följande plan:
1. Stockholm och Uppland
2. Övriga Svealand och Norrland
3. Götaland
4. Finland och de utrikes provinserna i Baltikum och Tyskland

De tilltänkta motiven i volym 1 och 2 färdigställdes enligt plan. Till volym 3 avbildades bara Sveriges gamla landskap såsom Dahlbergh tänkt, medan de landskap som erövrats från Danmark endast representeras av en handfull städer och fästningar. Volym 4 hann knappt påbörjas och förutom landskapsvapnen utfördes bara ett par vyer från Finland.

### Den planerade texten
Erik Dahlberghs avsikt var att Suecian skulle ha en text som beskrev innehållet i planscherna. Förebilden var det tyska förlagshuset Merians topografiska verk över Tyskland och Frankrike. Samtidigt som Dahlbergh fick privilegium på verket 1661 gav förmyndarregeringen Uppsalaprofessorn Johannes Loccenius i uppdrag att författa texten. Detta förväntades han göra i tjänsten och ingen betalning utgick för uppdraget. Loccenius manuskript var färdigt då Dahlbergh reste till Paris 1667, men på grund av det långa avbrott som uppstod på 1670-talet kom det aldrig till användning.
1690 fick rikshistoriografen Claudius Örnhielm i uppdrag att uppdatera texten. Han drog dock upp en ny och ambitiös disposition som sprängde de ramar som Dahlbergh hade tänkt sig. År 1694 trycktes ett provark på åtta sidor som visar att arbetet då planerades att ha text på latin, svenska, franska och tyska.
Sedan Örnhielm avlidit 1695 övertogs textförfattandet av den nya rikshistoriografen Petrus Lagerlöf. Han delade inte Örnhielms historiesyn och började om från början och inskränkte språken till svenska och latin. Denna text började tryckas 1698 och man hann trycka 88 sidor innan Lagerlöf dog. Sedan han efterträtts av Olof Hermelin trycktes ytterligare 24 sidor, men när stora nordiska kriget bröt ut avstannade arbetet. Ytterligare ett par författare utsågs senare men lämnade inte mycket efter sig.
De bevarade textutkasten förvaras på Kungliga biblioteket.

### Tryckningen av planscherna
När arbetet avstannade 1715 fanns det ett stort antal färdigställda gravyrplåtar, men många av planscherna var fortfarande otryckta. För somliga motiv fanns det upp till 1 500 avdrag, av andra inga alls.
Kriget gjorde att inget mer hände på flera år. När freden kom fanns planer på att smälta ned kopparplåtarna och sälja metallen utomlands för att betala den stora statsskulden. Det beslutades dock att man skulle använda dem för att färdigställa kompletta volymer av de motiv som fanns. Upplagan bestämdes till 300 exemplar på bättre papper och 300 exemplar på enklare skrivpapper. Denna upplaga om totalt 600 exemplar var färdig till försäljning 1729 eller 1730. Vinsten av försäljningen gick till statskassan.
Den första kompletta upplagan var slutsåld i mitten av 1740-talet även om det fanns kvar enstaka blad av flera motiv. Efter 1751 inledde bergsrådet Daniel Tilas arbetet med en ny tryckning. Flera av plåtarna var slitna och fick retuscheras av Vetenskapsakademiens gravör Carl Bergquist. 1756 kunde Tilas presentera 50 exemplar av denna nya upplaga och tio år senare förelåg ytterligare 400 exemplar. De bägge upplagorna från 1700-talet kan särskiljas genom vattenmärkena i de olika papperssorter som använts.
Under 1700-talet förvarades kopparplåtarna först i riksarkivet och sedan hos riksens ständers kontor. 1770 flyttades de till det kungliga biblioteket på Stockholms slott innan de på 1880-talet överfördes till Nationalmuseum där de ännu förvaras.

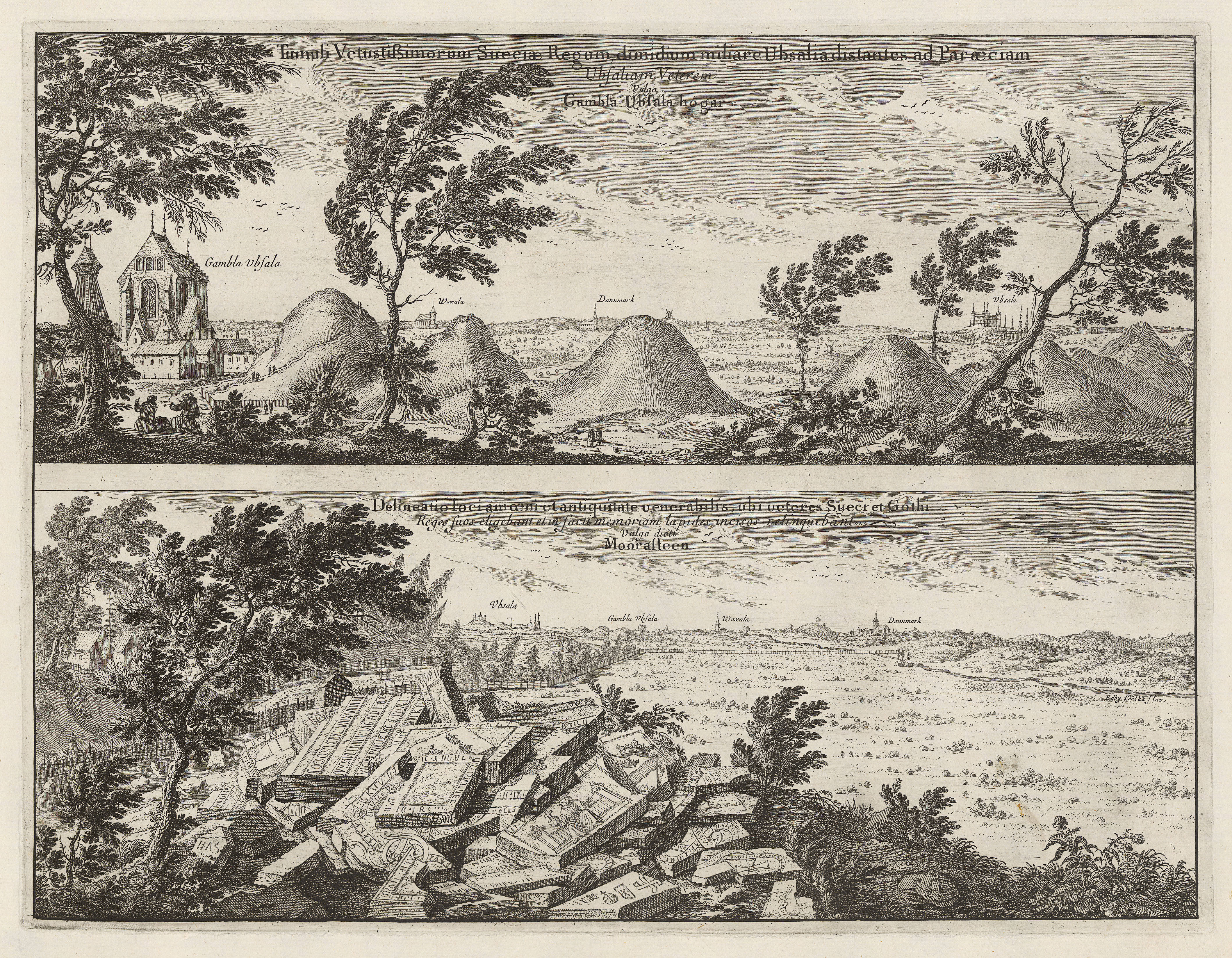
Bilden av Uppsala högar och Mora stenar kritiserades av Antikvitetskollegiet redan i samtiden men framställningen präglades av en rad olyckliga omständigheter. Dahlbergh utförde sina skisser på plats 1661 eller 1662 medan gravyren utfördes i Paris 1668. Genom det bevarade teckningsmaterialet kan man följa hur motiven successivt förvanskades vid varje ny renritning. Adam Perelle som graverade bilden besökte aldrig Sverige och har gjort sina egna tillägg av främmande vegetation.

### Bildernas källvärde

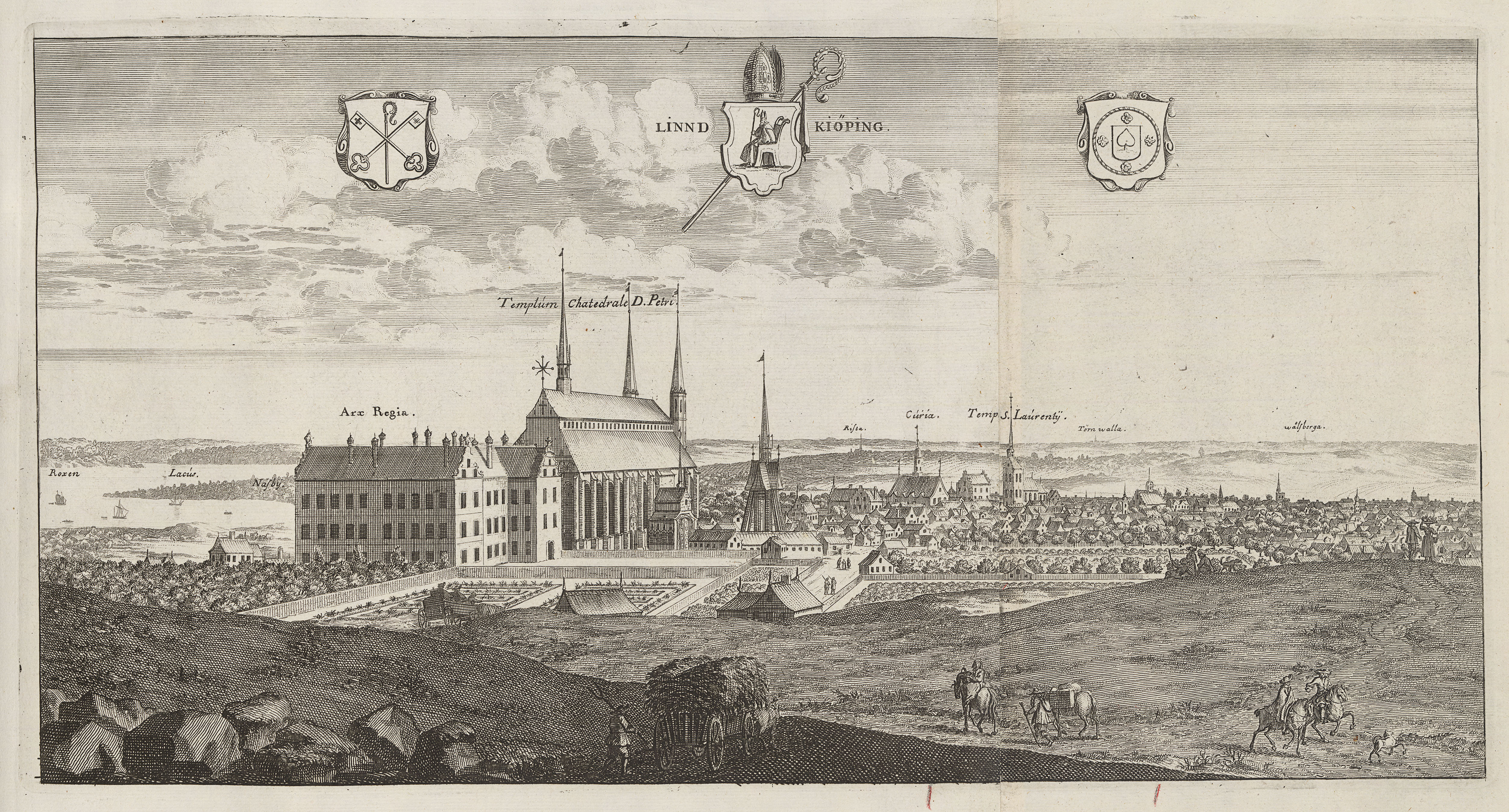
Willem Swiddes gravyr av Linköping 1693 där slottet och domkyrkan fått överdrivna proportioner jämfört med övrig bebyggelse.

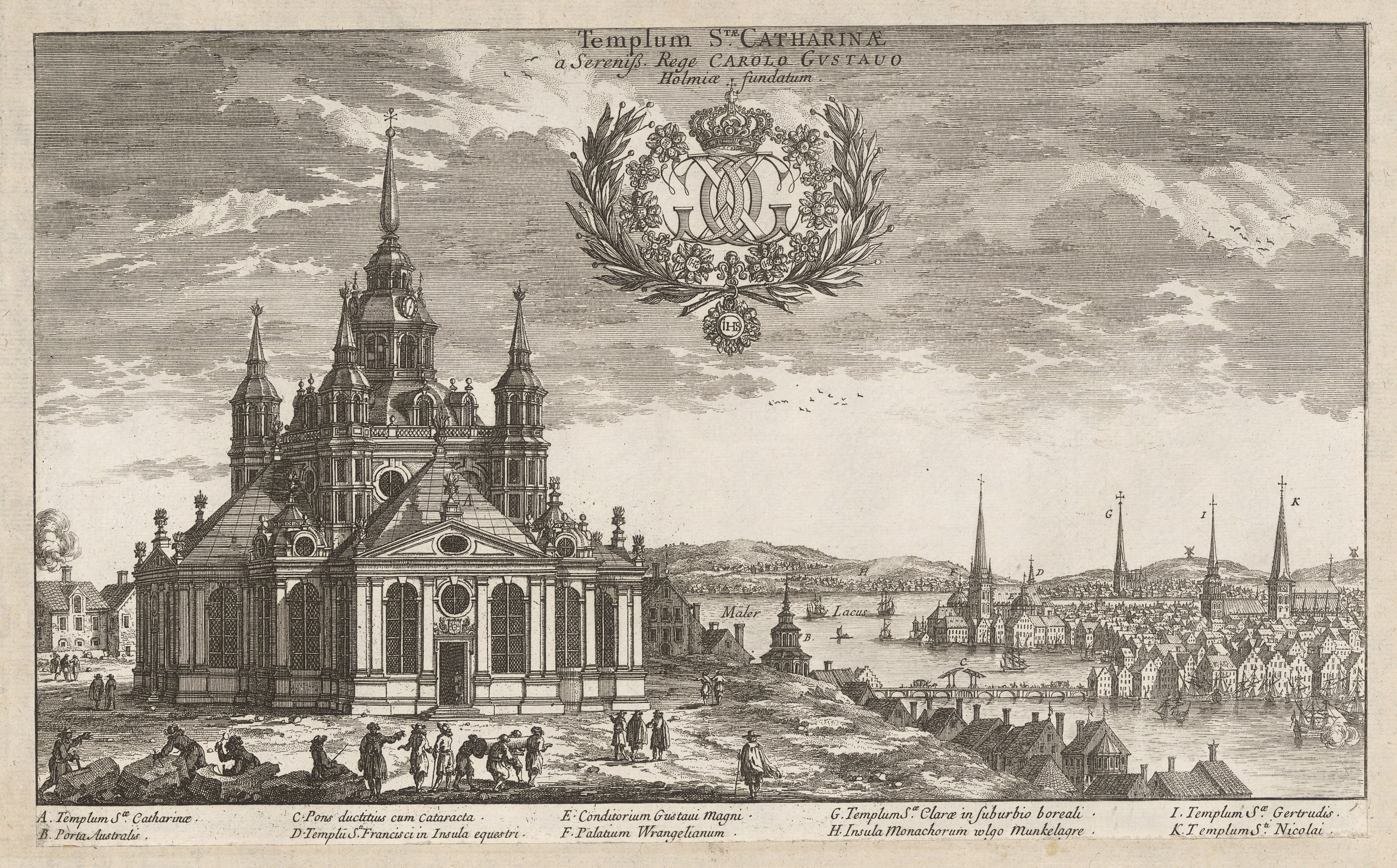
Katarina kyrka på Södermalm i Stockholm, graverad av Adam Perelle 1669. Människorna på bilden är överdimensionerade i förhållande till kyrkans verkliga storlek.

Dahlberghs bilder har ofta kritiserats för att ge en falsk och förskönad bild av verkligheten. Detta är riktigt i somliga fall men kan inte gälla som allmänt omdöme om bilderna. Ofta finns det naturliga förklaringar till avvikelserna och i bedömningen måste den komplicerade framställningsprocessen tas i beaktande. Många gånger tog det flera år från det att Dahlbergh besökte en plats tills gravyren var färdig och mycket kunde ha hänt i mellantiden. Somliga gravyrer visar därför flera olika tidslager. I en del bilder kan felaktigheter förklaras med svårigheterna att få alla detaljer korrekta när kommunikationen skedde genom brev som kunde ta flera månader mellan Paris och Stockholm. Ett sådant exempel är den redan i samtiden kritiserade bilden av Uppsala högar och Mora stenar. Här har Dahlbergh skapat en gravyrförlaga ur minnet och genom kombination av flera år gamla skisser tagna från olika perspektiv. Gravyren färdigställdes efter att Dahlbergh lämnat Paris och hans instruktioner till gravören har bara delvis beaktats.
Ibland uppvisar gravyren överdrivna proportioner där människor och hus förminskats för att framhäva vissa detaljer. Ett sådant exempel är vyn över Linköping, där slottet och domkyrkan fått uppblåsta dimensioner. I andra fall är människorna tvärtom överdrivet stora, som i gravyren över Katarina kyrka på Södermalm i Stockholm.
Som regel är de motiv som framställts av de franska gravörerna mindre detaljtrogna än dem som utförts av de nederländare som verkade i Sverige. Gravörerna som verkade i Paris förlitade sig helt på tecknade förlagor och hade aldrig sett motiven i verkligheten medan Willem Swidde och Johannes van den Aveelen, som bodde i Stockholm, ofta korrigerade sina bilder efter att ha besökt platsen i fråga. Denna skillnad är tydlig om man jämför Adam Perelles panorama över Stockholm från väster 1669 med Willem Swiddes panorama av Stockholm från öster 1693. I Perelles bild är endast kungliga slottet, kyrkorna och några andra märkesbyggnader identifierbara, vilket överensstämmer med de förlagor han hade att tillgå. Swiddes bild bygger däremot på en kombination av tecknade förlagor och observationer på platsen och visar stor noggrannhet i detaljerna.

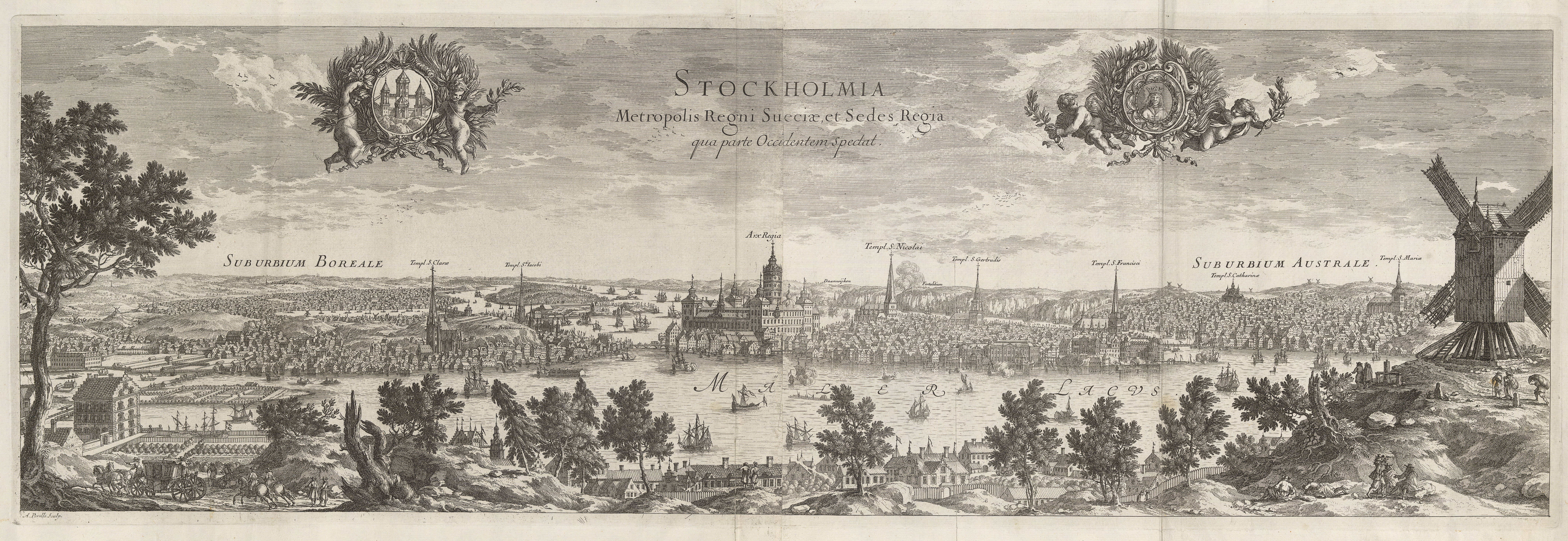
Stockholm sett från dagens Kungsklippan. Gravyr utförd i Paris 1669 av Adam Perelle.

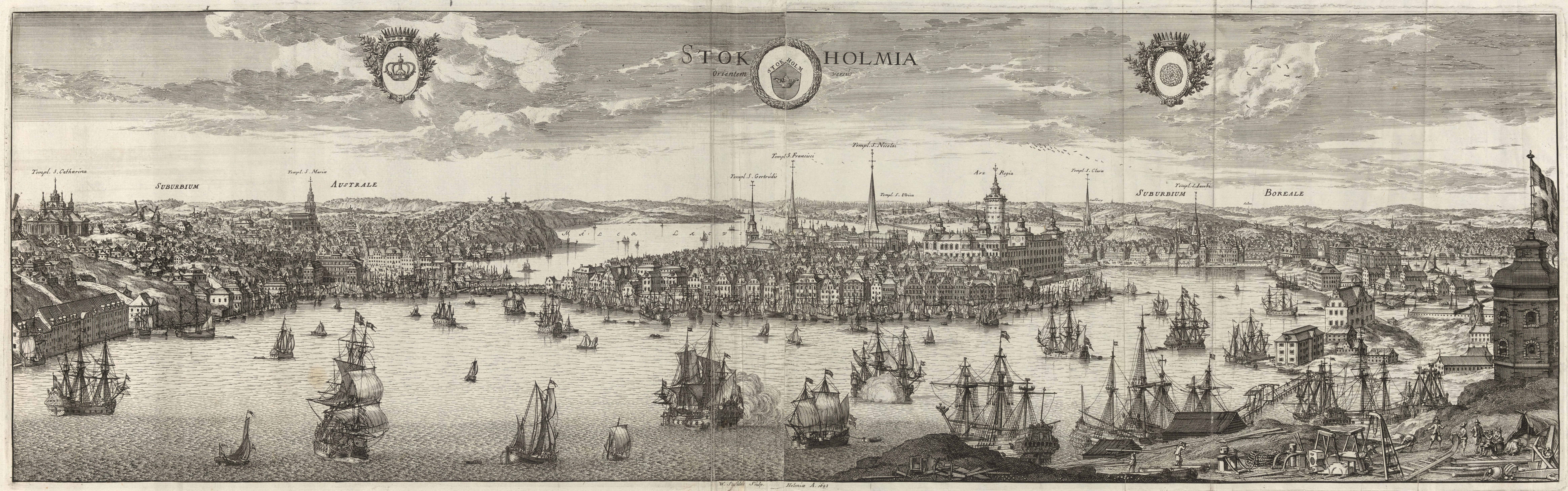
Stockholm sett från Skeppsholmen. Gravyr utförd i Stockholm 1693 av Willem Swidde.

I gravyren av Maria kyrka i Stockholm har Willem Swidde korrigerat Dahlberghs förlagor och gett en mycket detaljtrogen bild av sina hemkvarter. På liknande sätt har Johannes van den Aveelen rättat förlagan till Finspångs slott i Östergötland för att få med det kalvinistiska kapell som fanns i en flyglarna.

### Utgåvor
- En första tryckning skedde åren 1694–1729. Upplagan var 600 exemplar men åtskilliga planscher fanns i mångdubbelt fler avdrag.
- En andra tryckning i 450 exemplar utifrån delvis restaurerade plåtar verkställdes av Daniel Tilas 1751–1766.[15]
- En nyutgåva i fotolitografisk reproduktion utgavs 1856 av Per Adolf Huldberg med en 92 sidor lång beskrivande text av amanuensen vid Kungliga biblioteket Carl Ferdinand Lindström.[22]
- En ny litografisk upplaga, denna gång med förminskade bilder, utgavs 1864–1865 av Ph. H. Mandel. Utgåvan hade en 115 sidor lång textbeskrivning men saknade elva av bilderna.[23]
- En ny utgåva med förbättrad reproduktionsteknik publicerades 1899–1900 av Wahlström & Widstrand. Utgåvan försågs med vetenskapliga kommentarer av riksantikvarien Hans Hildebrand.
- En hanterbar "nationalupplaga" i stående kvartoformat med förminskade bilder och text av läroverkslektorn Aron Rydfors utkom 1910 genom Fröléen & co. Den omtrycktes 1911, 1924, 1928 och 1935.
- Inför trehundraårsjubiléet av Erik Dahlberghs födelse gav Wahlström & Widstrand 1920–1924 ut en ny upplaga med ytterligare förfinad reproduktionsteknik. Verkets tillkomsthistoria fick en värdefull fördjupad beskrivning av historikern Erik Vennberg. Denna utgåva omtrycktes av förlaget i Ungern 1984 men med texten flyttad till början och med väsentligt försämrat tryck.[24]
- Sture-förlaget i Stockholm publicerade 1974 (med flera senare tryckningar) en kvartoutgåva med förminskade bilder av låg kvalitet. Utgåvan är försedd med förord av Åke Ohlmarks och utförliga bildkommentarer från främst äldre källor.
- Åren 1963–1970 trycktes de bevarade förlageteckningarna i fyra volymer av Allhems förlag i Malmö. Redaktör för arbetet var folklivsforskaren Sigurd Wallin.[25]
- Åren 2012–2016 digitaliserades alla kända gravyrer, handteckningar och provtryck genom Kungliga bibliotekets försorg och gjordes fritt tillgängliga på nätet via webbplatsen suecia.kb.se. Arbetet leddes av bibliotekarien Anne Scherman och historikern Jonas Nordin.

### Textutgåvorna
- Ett provtryck med inledningen av Claudius Örnhielms text trycktes 1694 vid Georg Gottlieb Burchardis tryckeri i Stockholm. Från den upplagan finns också bevarat en mängd initialer, vinjetter och andra dekorativa element.[26]
- De inledande 88 + 24 sidorna av Petrus Lagerlöfs och Olof Hermelins texter trycktes 1698–1701 i en planerad upplaga om 1 500 exemplar. Arbetet utfördes av den kungliga boktryckaren Nils Wankijfs änka.[27]